# King Gnu
King Gnu（キングヌー）は、日本の4人組ロックバンド。所属レーベルはアリオラジャパン。公式ファンクラブは「CLUB GNU」。

## 概要
2013年、常田大希を中心としたバンド「Srv.Vinci」（サーバ・ヴィンチ）の活動を開始。以後、メンバー変更を経て、2015年に現在の4人体制となった。2017年、「King Gnu（キング・ヌー）」に改名。 2019年1月16日、2ndアルバム『Sympa』でソニー・ミュージックレーベルズ内のレーベル・Ariola Japanより、メジャーデビュー。
メンバーそれぞれが多方向の音楽から影響を受け、新しい音楽を作り上げたため「トーキョー・ニュー・ミクスチャー・スタイル」と称されている。バンドロゴには、「JAPAN MADE」という言葉が入っている。
音楽面においては、ロックのみならず、R&Bやジャズ、J-POPなど幅広いジャンルの要素を取り入れながら、歌謡曲然とした親しみやすいメロディーや日本語による歌詞を乗せることを重視しており、「J-POPをやる」ということが、バンドの大きなコンセプトの一つとなっている。
楽曲の途中で転調が行われることが多く、また、常田がチェリストのため、アレンジにストリングスが使用されることも多い。ストリングスは、すべて常田（チェロ）と常田俊太郎（ヴァイオリン）によって、演奏されている。
バンド名「King Gnu」は、由来である動物の「ヌー（Gnu）」が、春から少しずつ合流して、やがて巨大な群れになる習性を持っており、自分たちも老若男女を巻き込み大きな群れになりたい、という思いから名づけられた。
2022年には、東京ドームにてドームライブ「King Gnu Live at TOKYO DOME」、2023年には、ヤンマースタジアム長居・日産スタジアムにてスタジアムライブ「King Gnu Stadium Live Tour 2023 CLOSING CEREMONY」を開催。
2024年年初からは、日本のバンドとしては史上最速での開催となる、5大ドームツアー「King Gnu Dome Tour THE GREATEST UNKNOWN」」の開催 、2024年4月からは、バンドとしては初の海外ワンマンツアー「King Gnu Asia Tour THE GREATEST UNKNOWN」を開催した。
ミュージックビデオの制作や、ロゴをはじめとするビジュアルデザインは、常田が立ち上げたクリエイティブチーム「PERIMETRON（ペリメトロン）」が担っている。

## メンバー
詳細は各メンバーの個人ページを参照。
| 名前                      | 担当                                                                 | 生年月日               | 出身地       |
| ------------------------- | -------------------------------------------------------------------- | ---------------------- | ------------ |
| 常田大希（つねた だいき） | ギター ボーカル キーボード ピアノ チェロ コントラバス プログラミング | 1992年5月15日（33歳）  | 長野県伊那市 |
| 勢喜遊（せき ゆう）       | ドラムス サンプラー コーラス                                         | 1992年9月2日（32歳）   | 徳島県阿南市 |
| 新井和輝（あらい かずき） | ベース シンセベース コントラバス コーラス                            | 1992年10月29日（32歳） | 東京都福生市 |
| 井口理（いぐち さとる）   | ボーカル キーボード タンバリン                                       | 1993年10月5日（31歳）  | 長野県伊那市 |

## 来歴
2013年
- 常田が、石若駿らと共に、自らのソロプロジェクトとして前前身となる「Mrs.Vinci」を結成。オリジナル曲「In Tokyo」「In Rose」をYouTube・Vimeoで公開したあと、ほどなく、「Srv.Vinci」（サーバ・ヴィンチ）へと改名。当時はエレクトロニカ、現代音楽寄りの前衛的な音楽性のユニットだった。
- 7月19日、オリジナル曲「ABUKU」のミュージックビデオをYouTubeに公開。

2015年
- 9月16日、全国流通盤となる1stアルバム『Mad me more softly』をリリース。現在のメンバーでのバンド編成となり、音楽性もJ-POP寄りのものへと変化していった。

2016年
- 4月1日、配信限定シングル「ロウラヴ」を期間限定で配信リリース。本楽曲は、King Gnuとしての1stアルバム『Tokyo Rendez-Vous』に別のアレンジで収録された。
- 5月5日、配信限定シングル「都」を期間限定で配信リリース。
- 7月20日、常田のソロプロジェクト・DTMP（Daiki Tsuneta Millennium Parade）名義での1stアルバム『http://』をリリース。
- 9月14日、1stミニアルバム『トーキョー・カオティック』をタワーレコード限定でリリース。King Gnuのプロトタイプともいえる作品である。リリースに伴い、9月2日、渋谷WWWにて先行リリースパーティー「Tokyo Chaotic Festival」を開催。

2017年
- 3月、CHAIらと「SXSW」に出演し、全米7か所でのツアーを開催した（このツアー前後、2週間程度「Tokyo Chaotic」というバンド名に変更されている）。
- 4月27日、バンド名を「King Gnu」に改名。
- 7月26日、「FUJI ROCK FESTIVAL '17」に出演。
- 10月25日、King Gnuとして初となるアルバム『Tokyo Rendez-Vous』をリリース。収録曲「Vinyl」は、パーソルテンプスタッフのブランド広告「HAKEN ROCK!!」に起用され、翌年1月25日より、CM映像が公開された。10月29日には、タワーレコード横浜ビブレ店にてリリースを記念したフリーライブを開催。
- 11月1日、常田が共同プロデュース・アレンジ・ギター・キーボードとして参加した米津玄師の楽曲「爱丽丝（ありす）」が収録されたアルバム『BOOTLEG』がリリースされた。

2018年
- 1月28日、渋谷WWWにてバンド初となるワンマンライブ「King Gnu 1st One-Man Live "Tokyo Rendez-Vous"」を開催。チケット即日ソールドアウトに伴い、追加公演が渋谷WWW Xにて3月23日に開催された。
- 4月5日、バンド初の冠番組となるラジオ番組『RADIO GNU』が放送開始された。
- 9月19日、初のシングル「Prayer X」をリリース。本楽曲は、フジテレビ系テレビアニメ『BANANA FISH』のエンディングテーマに起用された。

2019年
- 1月16日、2ndアルバム『Sympa』をリリースし、ソニー・ミュージックレーベルズ内のアリオラジャパンより、メジャーデビュー。リリースに先駆け、2018年12月14日に、収録曲「Slumberland」が先行配信された。本アルバムは、「第61回日本レコード大賞」にて、優秀アルバム賞を受賞。
- 1月19日より放送開始した日本テレビ系土曜ドラマ『イノセンス 冤罪弁護士』の主題歌として、新曲「白日」を書き下ろした。本楽曲は2月22日に2nd配信限定シングルとしてリリース。バンド初となるドラマタイアップとなった。また、2023年6月7日、本楽曲のストリーミング総再生回数が6億回を突破した。日本の楽曲において史上6曲目の快挙となる。
- 7月19日、ANAの国内版テレビCM「ひとには翼がある」篇のCMソングとして新曲「飛行艇」を提供。本楽曲は8月9日に3rd配信限定シングルとしてリリースされた。
- 12月31日、『第70回NHK紅白歌合戦』に初出場し、「白日」を歌唱。

2020年
- 1月15日、3rdアルバム『CEREMONY』をリリース。
- 3月24日、新曲「泡」が、映画『太陽は動かない』の主題歌に起用された。なお本楽曲は前身バンド・Srv.Vinciの楽曲「ABUKU」のリメイクである。
- 4月10日、2月29日より全国ツアー「King Gnu Live Tour 2020 "CEREMONY"」の開催を予定していたが、新型コロナウイルスの感染拡大の影響を受け、全公演の開催を見合わせることが発表された。
- 8月30日、バンド初のオンラインライブ「King Gnu Streaming Live」を開催。
- 9月8日、日本人アーティストとして初となる、レッドブルとパートナーシップ契約をしたことを発表。
- 11月7日より、バンド初のアリーナツアー「King Gnu Live Tour 2020 AW "CEREMONY"」をスタート。いずれも、新型コロナウイルスの感染防止対策を徹底した上で開催された。
- 12月2日、バンド初となる両A面シングル「三文小説/千両役者」をリリース。「三文小説」は、10月10日より放送開始した日本テレビ系土曜ドラマ『35歳の少女』の主題歌に起用され、「千両役者」はNTTドコモのテレビCM「docomo 5G 希望を加速しよう 2nd」編のCMソングに起用された。

2021年
- 6月5日、レッドブルとのコラボレーション企画「RedBull × King Gnu Secret GIG」をシークレットライブとして第二海堡にて開催。演出をPERIMETRONが務めた初の公演であり、公演映像は7月4日から6日までStagecrowdにて配信された。また、7月22日には舞台裏ドキュメンタリーやライブ映像の一部がRedbull TVにて公開された。
- 8月13日、新曲「BOY」がフジテレビ系テレビアニメ『王様ランキング』のオープニングテーマに起用されることを発表。本楽曲は10月15日に先行配信され、同日には本楽曲が12月1日に3rdシングルとしてリリースされること、カップリング曲「F.O.O.L」が12月19日に開催されるレッドブルによる複合モータースポーツイベント「RedBull Race Day」のテーマソングに起用されたことが発表された。
- 8月21日、「FUJI ROCK FESTIVAL '21」にヘッドライナーとして出演。また、メンバー全員が1日目のヘッドライナーを務めたmillennium paradeのパフォーマンスに出演しており、両日のヘッドライナーのステージに出演した。
- 10月29日より、2度目となるアリーナツアー「King Gnu Live Tour 2021 AW」をスタート。
- 11月4日、12月24日公開の映画『劇場版 呪術廻戦 0』の主題歌として、新曲「一途」を書き下ろしたことを発表。5日公開の予告編で音源の一部が解禁され、12月8日に先行配信された。12月24日にはエンディングテーマがカップリング曲「逆夢」であることが発表され、同日より先行配信された。2023年1月18日、「一途」のストリーミング総再生回数が2億回を突破した。「白日」に続く2作目のストリーミング総再生回数2億回突破となる。

2022年
- 1月9日、この日開催のフジテレビ系月9ドラマ『ミステリと言う勿れ』の完成披露試写会にメンバー4人がサプライズで登壇し、新曲「カメレオン」が主題歌に起用されたことを発表。バンド初となる月9ドラマ主題歌となる。本楽曲は2月28日に先行配信され、3月16日に5thシングルとしてリリースされた。
- 5月31日より、バンド初のファンクラブ会員限定ライブ「King Gnu Live Tour 2022 CLUB GNU EDITION」をスタート。
- 6月20日、TBS系日曜劇場『オールドルーキー』の主題歌として新曲「雨燦々」が起用されたことを発表。本楽曲は7月15日に6th配信限定シングルとしてリリースされた。
- 10月6日、新曲「Stardom」が、2022年NHKサッカーテーマに起用されることを発表。本楽曲は11月17日に先行配信され、11月20日には6thシングルとしてリリース。カップリングとして同年7月に配信リリースされた「雨燦々」が収録された。
- 11月19日・20日、バンド初となる東京ドーム公演「King Gnu Live at TOKYO DOME」を開催。2023年3月31日にはAmazon Prime Videoにて本公演の映像の独占配信が開始された。
- 12月22日、「第55回 オリコン年間ランキング 2022」作品別売上数部門 合算シングルランキングで「一途 / 逆夢」が期間内累積売上ポイント1,456,349を記録し、年間1位を獲得した。
- 12月30日、『第64回日本レコード大賞』にて特別賞を受賞し、「一途」と「逆夢」を歌唱。
- 12月31日、『第73回NHK紅白歌合戦』に出場し、「Stardom」を歌唱。3年ぶり2度目の出場となった。

2023年
- 5月20日より、バンド初のスタジアムツアー「King Gnu Stadium Live Tour 2023 CLOSING CEREMONY」をスタート。
- 7月1日、台北アリーナにて開催された中華圏最大の音楽アワード「第34回金曲奨」に海外からのスペシャルゲストとして、レッドカーペット及びライブに出演。King Gnuに改名後初の海外パフォーマンスとなった。
- 7月13日、9月15日公開の映画『ミステリと言う勿れ』の主題歌として新曲「硝子窓」を書き下ろしたことを発表。同日公開された予告編で音源の一部が解禁され、映画公開日の9月15日に先行配信された。
- 8月4日、テレビアニメ『呪術廻戦 第二期 -渋谷事変-』のオープニングテーマとして、新曲「SPECIALZ」が起用されたことを発表。同日に常田のXアカウントにて音源のイントロ部が公開、9月1日の初回放送開始直後に先行配信され、9月6日には7thシングルとしてリリース。CDのみカップリングとして「King Gnu Live at TOKYO DOME」で披露した「一途」と「逆夢」のライブ音源を収録。
- 9月10日、同年11月29日に前作『CEREMONY』より約4年ぶりとなる4thアルバム『THE GREATEST UNKNOWN』のリリースと2024年1月より全国5大ドームツアーを開催することを発表。
- 11月15日、「オリコン週間ストリーミングランキング」で「白日」が自身初の累積再生数5億回を突破したと発表された。さらに「SPECIALZ」は自身通算12作目の累積再生数1億回を突破し、通算12作目の1億回再生を記録した。
- 11月29日、4thアルバム『THE GREATEST UNKOWN』をリリース。
- 12月22日、2024年4月に「King Gnu Asia Tour THE GREATEST UNKNOWN」を台北、シンガポール、上海、ソウルの4都市で開催することを発表。King Gnuに改名後初の海外ツアーとなる。

2024年
- 9月25日、King Gnu初の映像作品として同年1月28日開催の東京ドーム公演2日目の模様を完全収録した『King Gnu Dome Tour THE GREATEST UNKNOWN at TOKYO DOME』をリリース。9月27・28日には全国の映画館にて同作にメンバー監修の5.1chリマスタリングを施したバージョンを上映する発売記念イベント『King Gnu Dome Tour THE GREATEST UNKNOWN at TOKYO DOME -THEATER VIEWING-』が行われた。
- 10月4日、「King Gnu Dome Tour THE GREATEST UNKNOWN at TOKYO DOME」のライブ音源と2021年にSixTONESに提供した楽曲「マスカラ」のセルフカバーである「MASCARA」を配信リリース。
- 10月6日、新曲「ねっこ」がTBS系日曜劇場『海に眠るダイヤモンド』の主題歌として起用されたことを発表。20日の初回放送にて解禁され、翌21日に8th配信シングルとして配信された。
- 10月11日、2025年2月よりCLUB GNU会員限定ツアー「KING GNU LIVEHOUSE TOUR 2025 CLUB GNU EDITION」の開催を発表。
- 11月1日、4thアルバム「THE GREATEST UNKNOWN」のアナログ盤を同年11月27日に発売することを発表。

2025年
- 3月10日、海外向けファンクラブ「King Gnu Global Official Fan Club『CLUB GNU』」を開設。開設時点では韓国・台湾在住者限定だが、今後対象地域は順次増加される予定。
- 3月15日、新曲「TWILIGHT!!!」が4月18日公開の劇場版『名探偵コナン 隻眼の残像（フラッシュバック）』の主題歌として起用されたことを発表。同時に公開された予告編にて音源の一部が解禁され、公開当日に9th配信シングルとしてリリース。同日夜にはMVがプレミア公開された。
- 4月18日、新曲「TWILIGHT!!!」のリリースを記念して東急歌舞伎町タワー前シネシティ広場にてサプライズフリーライブを開催。
- 7月14日、新曲「SO BAD」がユニバーサル・スタジオ・ジャパン「ゾンビ・デ・ダンス」新テーマソング及びアトラクション「ハリウッド・ドリーム・ザ・ライド」搭載曲として起用されたことを発表。同日より放送のテレビCMにて音源の一部が解禁され、「ゾンビ・デ・ダンス」が行われるイベント「ハロウィーン・ホラー・ナイト」開始日である9月5日に10th配信シングルとしてリリースされる。
- 8月12日、2026年2月よりライブツアー「King Gnu CEN+RAL Tour 2026」の開催を発表。自身のツアー史上最多となる全15都市で開催予定、うち高松と広島は2019年以来7年ぶり、新潟とバンコク、香港は初開催となる。

## ディスコグラフィ

### King Gnu名義

#### 配信限定シングル
|             | 配信日 | 配信日   | タイトル    | 最高位          | 最高位          | 最高位          | 最高位 | RIAJ認定 | RIAJ認定     | 収録アルバム         | レーベル                    |
| オリコン DS | 配信日 | 配信日   | タイトル    | Billboard JAPAN | Billboard JAPAN | Billboard JAPAN |        | RIAJ認定 | RIAJ認定     | 収録アルバム         | レーベル                    |
| オリコン DS | 配信日 | 配信日   | タイトル    | Hot 100         | DL              | ST              | DL     | ST       |              | 収録アルバム         | レーベル                    |
| ----------- | ------ | -------- | ----------- | --------------- | --------------- | --------------- | ------ | -------- | ------------ | -------------------- | --------------------------- |
| 1st         | 2018年 | 7月13日  | Flash!!!    | 35位            | 97位            | 41位            | 70位   | -        | ゴールド     | Sympa                | PERIMETRON （インディーズ） |
| 2nd         | 2019年 | 2月22日  | 白日        | 2位             | 2位             | 2位             | 1位    | ミリオン | ダイヤモンド | CEREMONY             | Ariola Japan （メジャー）   |
| 3rd         | 2019年 | 8月9日   | 飛行艇      | 3位             | 10位            | 3位             | 8位    | ゴールド | プラチナ     | CEREMONY             | Ariola Japan （メジャー）   |
| 4th         | 2019年 | 10月11日 | 傘          | 1位             | 9位             | 1位             | 7位    | ゴールド | プラチナ     | CEREMONY             | Ariola Japan （メジャー）   |
| 5th         | 2021年 | 3月5日   | 泡          | 3位             | 18位            | 3位             | 64位   | -        | -            | THE GREATEST UNKNOWN | Ariola Japan （メジャー）   |
| 6th         | 2022年 | 7月15日  | 雨燦々      | 1位             | 8位             | 1位             | 12位   | -        | プラチナ     | THE GREATEST UNKNOWN | Ariola Japan （メジャー）   |
| 7th         | 2024年 | 10月4日  | MASCARA     | TBA             | 29位            | 6位             | 37位   | -        | -            | 未収録               | Ariola Japan （メジャー）   |
| 8th         | 2024年 | 10月21日 | ねっこ      | 2位             | 7位             | 2位             | 8位    | -        | ゴールド     | 未収録               | Ariola Japan （メジャー）   |
| 9th         | 2025年 | 4月18日  | TWILIGHT!!! | 1位             | 4位             | 1位             | 4位    | -        | -            | 未収録               | Ariola Japan （メジャー）   |
| 10th        | 2025年 | 9月5日   | SO BAD      | TBA             | TBA             | TBA             | TBA    | TBA      | TBA          | 未収録               | Ariola Japan （メジャー）   |

#### CDシングル
|          | 発売日 | 発売日   | タイトル          | 順位 | RIAJ認定 | RIAJ認定           | RIAJ認定                      | 規格       | 規格品番                       | 収録アルバム         | レーベル                    |
| ディスク | 発売日 | 発売日   | タイトル          | 順位 | DL       | ST                 |                               | 規格       | 規格品番                       | 収録アルバム         | レーベル                    |
| -------- | ------ | -------- | ----------------- | ---- | -------- | ------------------ | ----------------------------- | ---------- | ------------------------------ | -------------------- | --------------------------- |
| 1st      | 2018年 | 9月19日  | Prayer X          | 31位 | -        | ゴールド           | プラチナ                      | CD         | UXCL-161                       | Sympa                | PERIMETRON （インディーズ） |
| 2nd      | 2020年 | 12月2日  | 三文小説/千両役者 | 2位  | ゴールド | ゴールド（#1）     | プラチナ（#1） ゴールド（#2） | CD+Blu-ray | BVCL-1110（初回生産限定盤）    | THE GREATEST UNKNOWN | Ariola Japan （メジャー）   |
| 2nd      | 2020年 | 12月2日  | 三文小説/千両役者 | 2位  | ゴールド | ゴールド（#1）     | プラチナ（#1） ゴールド（#2） | CD         | BVCL-1112（通常盤）            | THE GREATEST UNKNOWN | Ariola Japan （メジャー）   |
| 3rd      | 2021年 | 12月1日  | BOY               | 4位  | -        | -                  | プラチナ（#1）                | CD+Blu-ray | BVCL-1187（初回生産限定盤）    | THE GREATEST UNKNOWN | Ariola Japan （メジャー）   |
| 3rd      | 2021年 | 12月1日  | BOY               | 4位  | -        | -                  | プラチナ（#1）                | CD         | BVCL-1189（通常盤）            | THE GREATEST UNKNOWN | Ariola Japan （メジャー）   |
| 4th      | 2021年 | 12月29日 | 一途/逆夢         | 1位  | ゴールド | プラチナ（#1、#2） | トリプル・プラチナ（#1、#2）  | CD+Blu-ray | BVCL-1194/95（初回生産限定盤） | THE GREATEST UNKNOWN | Ariola Japan （メジャー）   |
| 4th      | 2021年 | 12月29日 | 一途/逆夢         | 1位  | ゴールド | プラチナ（#1、#2） | トリプル・プラチナ（#1、#2）  | CD         | BVCL-1196（通常盤）            | THE GREATEST UNKNOWN | Ariola Japan （メジャー）   |
| 4th      | 2021年 | 12月29日 | 一途/逆夢         | 1位  | ゴールド | プラチナ（#1、#2） | トリプル・プラチナ（#1、#2）  | CD         | BVCL-1197（期間限定生産盤）    | THE GREATEST UNKNOWN | Ariola Japan （メジャー）   |
| 5th      | 2022年 | 3月16日  | カメレオン        | 2位  | -        | ゴールド           | ダブル・プラチナ              | CD+Blu-ray | BVCL-1223/24（初回生産限定盤） | THE GREATEST UNKNOWN | Ariola Japan （メジャー）   |
| 5th      | 2022年 | 3月16日  | カメレオン        | 2位  | -        | ゴールド           | ダブル・プラチナ              | CD         | BVCL-1225（通常盤）            | THE GREATEST UNKNOWN | Ariola Japan （メジャー）   |
| 6th      | 2022年 | 11月30日 | Stardom           | 5位  | -        | -                  | ゴールド                      | CD+Blu-ray | BVCL-1273/74（初回生産限定盤） | THE GREATEST UNKNOWN | Ariola Japan （メジャー）   |
| 6th      | 2022年 | 11月30日 | Stardom           | 5位  | -        | -                  | ゴールド                      | CD         | BVCL-1275（通常盤）            | THE GREATEST UNKNOWN | Ariola Japan （メジャー）   |
| 7th      | 2023年 | 9月6日   | SPECIALZ          | 4位  | ‐        | ゴールド           | トリプル・プラチナ            | CD         | BVCL-1340（期間限定生産盤）    | THE GREATEST UNKNOWN | Ariola Japan （メジャー）   |
| 7th      | 2023年 | 9月6日   | SPECIALZ          | 4位  | ‐        | ゴールド           | トリプル・プラチナ            | CD         | BVCL-1341（通常盤）            | THE GREATEST UNKNOWN | Ariola Japan （メジャー）   |

#### オリジナルアルバム
|     | 発売日         | タイトル             | 順位 | 規格       | 規格品番                      | レーベル                    |
| --- | -------------- | -------------------- | ---- | ---------- | ----------------------------- | --------------------------- |
| 1st | 2017年10月25日 | Tokyo Rendez-Vous    | 21位 | CD         | UXCL-128                      | PERIMETRON （インディーズ） |
| 2nd | 2019年1月16日  | Sympa                | 4位  | CD+DVD     | BVCL-928（初回生産限定盤）    | Ariola Japan （メジャー）   |
| 2nd | 2019年1月16日  | Sympa                | 4位  | CD         | BVCL-930（通常盤）            | Ariola Japan （メジャー）   |
| 3rd | 2020年1月15日  | CEREMONY             | 1位  | CD+Blu-ray | BVCL-1046（初回生産限定盤）   | Ariola Japan （メジャー）   |
| 3rd | 2020年1月15日  | CEREMONY             | 1位  | CD         | BVCL-1048（通常盤）           | Ariola Japan （メジャー）   |
| 4th | 2023年11月29日 | THE GREATEST UNKNOWN | 1位  | CD+Blu-ray | BVCL-1350/1（初回生産限定盤） | Ariola Japan （メジャー）   |
| 4th | 2023年11月29日 | THE GREATEST UNKNOWN | 1位  | CD         | BVCL-1352（通常盤）           | Ariola Japan （メジャー）   |

#### 映像作品
| 発売日        | タイトル                                              | 規格                      | 規格品番                     | レーベル                  |
| ------------- | ----------------------------------------------------- | ------------------------- | ---------------------------- | ------------------------- |
| 2024年9月25日 | King Gnu Dome Tour THE GREATEST UNKNOWN at TOKYO DOME | Blu-ray＋CD＋フォトブック | BVXL-133/4（初回生産限定盤） | Ariola Japan （メジャー） |
| 2024年9月25日 | King Gnu Dome Tour THE GREATEST UNKNOWN at TOKYO DOME | Blu-ray＋CD               | BVXL-130/2（通常盤）         | Ariola Japan （メジャー） |

#### 参加作品
| 発売日         | タイトル             | 規格 | 規格品番  | 備考                           |
| -------------- | -------------------- | ---- | --------- | ------------------------------ |
| 2019年11月27日 | 井上陽水トリビュート | CD   | UPCH-2198 | 「飾りじゃないのよ涙は」に参加 |

### Srv.Vinci名義

#### 配布音源
「Srv.Vinci 1st demo」全4曲
|     | タイトル             | 詳細 |
| --- | -------------------- | --- |
| 1st | Stem                 | YouTubeにてMusic Videoが公開されている楽曲。 millennium paradeで「Philip」というタイトルでリメイクされた。 |
| 2nd | ABUKU                | YouTubeにてMusic Videoが公開されている楽曲。 King Gnuで「泡（あぶく）」というタイトルでリメイクされた。    |
| 3rd | もっと静かに狂わせて | Srv.Vinciのフルアルバム『Mad me more softly』の和訳である。                                                |
| 4th | Cheap Transistor     | オーディオでは表記揺れで「チープトランジスタ」と表記されている。                                           |

#### 配信限定シングル
|     | 配信日 | 配信日 | タイトル | 規格                   | 備考         |
| --- | ------ | ------ | -------- | ---------------------- | ------------ |
| 1st | 2016年 | 4月1日 | ロウラヴ | デジタル・ダウンロード | 期間限定配信 |
| 2nd | 2016年 | 5月5日 | 都       | デジタル・ダウンロード | 期間限定配信 |

#### フルアルバム
|     | 発売日        | タイトル           | 規格 | 規格品番  | レーベル                   |
| --- | ------------- | ------------------ | ---- | --------- | -------------------------- |
| 1st | 2015年9月14日 | Mad me more softly | CD   | UXCL-0078 | PERIMETRON（インディーズ） |

#### ミニアルバム
|     | 発売日        | タイトル                 | 規格 | 規格品番 | 収録曲                                                        | 備考                   |
| --- | ------------- | ------------------------ | ---- | -------- | ------------------------------------------------------------- | ---------------------- |
| 1st | 2016年9月16日 | トーキョー・カオティック | CD   | UXCL-99  | 収録曲 1. ロウラヴ 2. サマーレイン・ダイバー 3. Vinyl 4. 破裂 | タワーレコード限定発売 |

## 受賞歴
| 年     | 賞                                         | 受賞                                                                  |
| ------ | ------------------------------------------ | --------------------------------------------------------------------- |
| 2019年 | MTV VMAJ 2019                              | 最優秀ビデオ賞「白日」                                                |
| 2019年 | MTV VMAJ 2019                              | 最優秀邦楽新人アーティストビデオ賞「白日」                            |
| 2019年 | MTVヨーロッパ・ミュージック・アワード 2019 | ベストジャパンアクト賞                                                |
| 2019年 | 第61回日本レコード大賞                     | 優秀アルバム賞『Sympa』                                               |
| 2020年 | 第34回日本ゴールドディスク大賞             | ニュー・アーティスト・オブ・ザ・イヤー（邦楽部門）                    |
| 2020年 | 第34回日本ゴールドディスク大賞             | ベスト5ニュー・アーティスト（邦楽部門）                               |
| 2020年 | 第12回CDショップ大賞2020                   | 入賞『Sympa』                                                         |
| 2020年 | 第12回CDショップ大賞2020                   | コメント大賞『Sympa』                                                 |
| 2020年 | SPACE SHOWER MUSIC AWARDS 2020             | BEST ROCK ARTIST                                                      |
| 2020年 | 第32回ミュージック・ペンクラブ音楽賞       | 新人賞                                                                |
| 2020年 | MTV VMAJ 2020                              | 最優秀ロックビデオ賞「どろん」                                        |
| 2021年 | 第35回日本ゴールドディスク大賞             | ベスト5アルバム(邦楽部門)『CEREMONY』                                 |
| 2021年 | 第13回CDショップ大賞2021                   | 入賞『CEREMONY』                                                      |
| 2021年 | SPACE SHOWER MUSIC AWARDS 2021             | BEST ROCK ARTIST                                                      |
| 2022年 | MTV VMAJ 2022                              | 最優秀アートディレクションビデオ賞「逆夢」                            |
| 2022年 | 第64回日本レコード大賞                     | 特別賞                                                                |
| 2023年 | SAISON CARD TOKIO HOT 100 AWARD            | BEST PERFORMANCE OF 2022                                              |
| 2024年 | 第16回CDショップ大賞2024                   | 入賞『THE GREATEST UNKNOWN』                                          |
| 2024年 | 第38回日本ゴールドディスク大賞             | 特別賞                                                                |
| 2025年 | 第122回ザテレビジョンドラマアカデミー賞    | ドラマソング賞「ねっこ」                                              |
| 2025年 | 第17回CDショップ大賞2025                   | ライブ作品賞『King Gnu Dome Tour THE GREATEST UNKNOWN at TOKYO DOME』 |
| 2025年 | MUSIC AWARDS JAPAN 2025                    | 最優秀国内ロックアーティスト賞                                        |
| 2025年 | MUSIC AWARDS JAPAN 2025                    | 最優秀国内ロック楽曲賞「SPECIALZ」                                    |

## タイアップ
| 起用年 | 曲名               | タイアップ                                                                                              |
| ------ | ------------------ | --- |
| 2018年 | Vinyl              | パーソルテンプスタッフ「HAKEN ROCK!!」CMソング                                                          |
| 2018年 | Prayer X           | フジテレビ系アニメ "ノイタミナ"『BANANA FISH』第1クールエンディングテーマ                               |
| 2019年 | It's a small world | メ〜テレ『BOMBER-E』1月度エンディングテーマ                                                             |
| 2019年 | 白日               | 日本テレビ系 土曜ドラマ『イノセンス 冤罪弁護士』主題歌                                                  |
| 2019年 | Slumberland        | 長崎国際テレビ『AIR』2月度オープニングテーマ                                                            |
| 2019年 | Sorrows            | アサヒビール「ドライゼロ スパーク」CMソング                                                             |
| 2019年 | Hitman             | ANA グローバルCMソング                                                                                  |
| 2019年 | 飛行艇             | ANA 国内版テレビCM『ひとには翼がある』篇CMソング                                                        |
| 2019年 | 傘                 | ブルボン「アルフォート」CMソング                                                                        |
| 2019年 | Teenager Forever   | ソニー『完全ワイヤレス型ノイキャンイヤホン WF-1000XM3』『ハイレゾウォークマン“NW-A100シリーズ』CMソング |
| 2019年 | 小さな惑星         | Honda「VEZEL」『PLAY VEZEL 昼夜』篇 CMソング                                                            |
| 2019年 | ユーモア           | スマートフォン用アプリゲーム『ロマンシング サガ リ・ユニバース』1周年記念TVCMソング                     |
| 2020年 | どろん             | 映画『スマホを落としただけなのに 囚われの殺人鬼』主題歌                                                 |
| 2020年 | Flash!!!           | NTTドコモ「5G」CMソング                                                                                 |
| 2020年 | Flash!!!           | フジテレビ系『所JAPAN』テーマソング                                                                     |
| 2020年 | 泡                 | WOWOW 連続ドラマW「太陽は動かない -THE ECLIPSE-」主題歌                                                 |
| 2020年 | 傘                 | テレビ東京系『有吉ぃぃeeeee!そうだ!今からお前んチでゲームしない?』6月度勝手にEDテーマ                   |
| 2020年 | 三文小説           | 日本テレビ系 土曜ドラマ『35歳の少女』主題歌                                                             |
| 2020年 | 千両役者           | NTTドコモ「5G」CMソング                                                                                 |
| 2021年 | 泡                 | 映画『太陽は動かない』主題歌                                                                            |
| 2021年 | 飛行艇             | 毎日放送・TBS系『日曜日の初耳学』「インタビュアー林修」テーマ曲                                         |
| 2021年 | BOY                | フジテレビ系アニメ"ノイタミナ"『王様ランキング』第1クールオープニングテーマ                             |
| 2021年 | F.O.O.L            | 都心型複合モータースポーツイベント「Red Bull Race Day」テーマソング                                     |
| 2021年 | F.O.O.L            | Red Bull 「Red Bull Race Day "轟音東京"」CMソング                                                       |
| 2021年 | 一途               | 映画『劇場版 呪術廻戦 0』主題歌                                                                         |
| 2021年 | 逆夢               | 映画『劇場版 呪術廻戦 0』エンディングテーマ                                                             |
| 2022年 | カメレオン         | フジテレビ系 月9ドラマ『ミステリと言う勿れ』主題歌                                                      |
| 2022年 | 雨燦々             | TBS系 日曜劇場『オールドルーキー』主題歌                                                                |
| 2022年 | Stardom            | 2022年 NHKサッカーテーマソング                                                                          |
| 2023年 | SPECIALZ           | 毎日放送・TBS系アニメ『呪術廻戦』第2期「渋谷事変」オープニングテーマ                                    |
| 2023年 | 硝子窓             | 映画『ミステリと言う勿れ』主題歌                                                                        |
| 2023年 | カメレオン         | 映画『ミステリと言う勿れ』挿入歌                                                                        |
| 2023年 | カメレオン         | フジテレビ系 土曜プレミアム『映画公開記念・ミステリと言う勿れ 特別編』主題歌                            |
| 2023年 | 2 Μ Ο Я Ο          | ネイチャーラボ 「MARO」『全部洗い流して、また明日。』篇 CMソング                                        |
| 2023年 | ):阿修羅:(         | 「PlayStation × King Gnu｜Play Has No Limits “限界突破”」CMソング                                       |
| 2024年 | MIRROR             | メルセデス・ベンツ Eクラス CMソング                                                                     |
| 2024年 | ねっこ             | TBS系 日曜劇場『海に眠るダイヤモンド』主題歌                                                            |
| 2025年 | TWILIGHT!!!        | 映画『劇場版 名探偵コナン 隻眼の残像』主題歌                                                            |
| 2025年 | 飛行艇             | 読売ジャイアンツ『GIANTS PRIDE 2025』挿入歌                                                             |
| 2025年 | 飛行艇             | キリンビバレッジ「FIRE ワンデイ」『心燃やせ 常田大希篇』CMソング                                        |
| 2025年 | It's a small world | 野村不動産 PROUD スペシャルムービー『今夜、世界は、私のもの。』主題歌                                   |
| 2025年 | SO BAD             | ユニバーサル・スタジオ・ジャパン『ゾンビ・デ・ダンス』テーマソング                                      |
| 2025年 | SO BAD             | ユニバーサル・スタジオ・ジャパン 「USJハロウィーン」『正気なんか、失え。』篇 CMソング                   |
| 2025年 | SO BAD             | ユニバーサル・スタジオ・ジャパン「ハリウッド・ドリーム・ザ・ライド」搭載曲                              |

## フェス・イベント・出演
※太字はヘッドライナーとしての出演
- 5月12日 - INDEEA presents SIRI PAILIN
- 5月24日 - not forget pleasure 5
- 5月25日 - ハイボルテージ vol.1
- 6月3日 - SAKAE SP-RING 2017
- 6月8日 - sub:shaman「APNEA」リリース記念 ジャパンツアー
- 7月19日 - NIGHT ON THE PLANET! Presents『MAGICAL COLORS』
- 7月30日 - FUJI ROCK FESTIVAL '17
- 8月12日 - RISING SUN ROCK FESTIVAL 2017 in EZO
- 9月8日 - NEW CLASSIC
- 9月11日 - NIGHT ON THE PLANET！
- 9月14日 - F.A.D pre. “POP OUT” -DALLJUB STEP CLUB「CHECK THE SHADOW」Release Tour-
- 9月22日 - LIQUIDROOM 13th ANNIVERSARY LIQUIDROOM&BOY presents Song For Future Generation
- 10月9日 - MINAMI WHEEL 2017
- 10月29日 - King Gnu『Tokyo Rendez-Vous』発売記念FREE LIVE
- 11月10日 - odol TOUR 2017 "視線"
- 11月30日 - exPoP!!!!! vol.103
- 12月3日 - Spincoaster Presents “SPIN.DISCOVERY vol.05”
- 12月7日 - not forget pleasure 7 presents. あらかじめ決められた恋人たちへ 20th Final ワンマンライブ大阪
- 12月12日 - HOT STUFF presents Ruby Tuesday 27
- 12月29日 - Shinjuku MARZ 16th Anniversary !!

- 2月12日 - sora tob sakana presents「天体の音楽会」
- 2月24日 - Flying Flags Vol.3
- 2月27日 - DR.MARTENS PRESENTS STAND FOR SOMETHING LIVE STYLE OF TOKYO VOL.03
- 3月3日 - グランドスラム2018
- 3月7日 - CRCK/LCKS 「春のパパパ！ツアー」
- 3月10日 - Snow Light Festival
- 3月11日 - HIROSHIMA MUSIC STADIUM-ハルバン'18-
- 3月14日 - odol LIVE 2018 "O/g-1"
- 3月16日 - HOPE!
- 3月17日 - SANUKI ROCK COLOSSEUM～BUSTA CUP 9th round～
- 3月21日 - RIPPLES ～1990-199×～
- 3月31日 - Talking Rock! presents 「ニューロック計画！2018」
- 4月7日 - SYNCHRONICITY'18
- 4月10日 - DAOKO presents「チャームポイント」
- 4月22日 - CROSSING CARNIVAL'18
- 5月3日 - VIVA LA ROCK 2018
- 5月4日 - NIIGATA RAINBOW ROCK 2018
- 5月6日 - J-WAVE & Roppongi Hills present TOKYO M.A.P.S YOSHIKI MIZUNO EDITION
- 5月11日 - エレキレストラン111 〜スペシャルツーマン!!〜
- 5月13日 - CONNECT歌舞伎町MUSIC FESTIVAL 2018
- 5月26日 - GREENROOM FESTIVAL '18
- 5月27日 - TOKYO METROPOLITAN ROCK FESTIVAL 2018
- 6月9日 - BEACH TOMATO NOODLE
- 6月23日 - FUJI ROCK FESTIVAL '18 PRE-FESTIVAL PARTY
- 7月29日 - FUJI ROCK FESTIVAL '18
- 8月5日 - ホットフィールド2018
- 8月11日 - RISING SUN ROCK FESTIVAL 2018 in EZO
- 8月22日 - FIND OUT presents MUST GO-GO Vol.2
- 8月31日 - SPACE SHOWER SWEET LOVE SHOWER 2018
- 9月1日 - Sunset Live 2018
- 9月16日 - ZIMA MUSIC FIGHTERS meets ライブナタリー
- 9月19日 - LIQUIDROOM 14th Anniversary PAELLAS×King Gnu
- 9月22日 - りんご音楽祭2018
- 9月25日 - ドミコ 「ベッドルーム・シェイク・ツアー」
- 9月29日 - PIA MUSIC COMPLEX 2018
- 10月8日 - Eggs presents FM802 MINAMI WHEEL 2018 ～20th Anniversary～
- 10月22日 - InterFM897 Tokyo Scene LIVE vol.2
- 10月26日 - ボロフェスタ2018
- 10月28日 - Hot Stuff Promotion 40th Anniversary MASAKA Chaos Rocks
- 11月4日 - Scramble Fes 2018
- 12月15日 - VS SANABAGUN.
- 12月23日 - 年末調整GIG 2018
- 12月26日 - CROSS FM 25th Anniversary MUSIC JUNCTION 2018
- 12月27日 - FM802 ROCK FESTIVAL RADIO CRAZY 2018
- 12月28日 - COUNTDOWN JAPAN 18/19
- 12月29日 - Date fm RADIO GIGA

- 1月16日 - King Gnu メジャーデビューALBUM『Sympa』発売記念スペシャルLIVE
- 1月23日 - ROCK AX vol.1
- 4月28日 - ARABAKI ROCK FEST.19
- 4月29日 - FM802 30PARTY SPECIAL LIVE 紀陽銀行 presents REQUESTAGE 2019
- 5月4日 - VIVA LA ROCK 2019
- 5月11日 - FM802 30PARTY Rockin'Radio! -OSAKA JO YAON-
- 5月19日 - OSAKA METROPOLITAN ROCK FESTIVAL 2019
- 5月25日 - GREENROOM FESTIVAL '19
- 5月26日 - TOKYO METROPOLITAN ROCK FESTIVAL 2019
- 6月1日 - 頂 -ITADAKI- 2019
- 6月2日 - 森、道、市場 2019
- 7月21日 - NUMBER SHOT 2019
- 8月4日 - ROCK IN JAPAN FESTIVAL 2019
- 8月18日 - SUMMER SONIC 2019
- 8月24日 - MONSTER baSH 2019
- 8月25日 - WILD BUNCH FEST. 2019
- 8月31日 - 音楽と髭達2019 -最後の花火-
- 9月1日 - SPACE SHOWER SWEET LOVE SHOWER 2019
- 9月7日 - Sunset Live 2019
- 9月8日 - WIRED MUSIC FESTIVAL '19
- 9月14日 - 氣志團万博2019 ～房総ロックンロール最高びんびん物語～
- 9月18日 - MTV VMAJ 2019 -THE LIVE
- 11月10日 - バズリズムLIVE2019
- 12月25日 - FM802 RADIO CRAZY 2019
- 12月28日 - COUNTDOWN JAPAN 19/20

- 3月21日 - ツタロックフェス2020（新型コロナウイルスのため中止）
- 8月22日 - FUJI ROCK FESTIVAL '20（新型コロナウイルスのため中止）
- 12月27日 - COUNTDOWN JAPAN 20/21（新型コロナウイルスのため中止）

- 5月1日 - VIVA LA ROCK 2021
- 5月16日 - OSAKA METROPOLITAN ROCK FESTIVAL 2021（新型コロナウイルスのため中止）
- 8月7日 - ROCK IN JAPAN FESTIVAL 2021（新型コロナウイルスのため中止）
- 8月20日 - FUJI ROCK FESTIVAL '21
- 9月20日 - WILD BUNCH FEST. 2021（新型コロナウイルスのため中止）

- 7月17日 - NUMBER SHOT2022（新井は新型コロナウイルス感染によりリモート出演）
- 8月7日 - ROCK IN JAPAN FESTIVAL 2022
- 8月13日 - RISING SUN ROCK FESTIVAL 2022 in EZO（常田が体調不良のため出演キャンセル）
- 8月20日 - SUMMER SONIC 2022
- 8月21日 - SUMMER SONIC 2022
- 8月27日 - 音楽と髭達2022-MY HOME TOWN
- 9月19日 - WILD BUNCH FEST. 2022（台風14号の影響で中止）

## 出演
メンバーが個人で出演したものに関しては各メンバーの項目を参照。

### テレビ
- NHK紅白歌合戦（NHK総合）
  - 「白日」（2019年12月31日・第70回）
  - 「Stardom」（2022年12月31日・第73回）
- ミュージックステーション（テレビ朝日系列）
  - 「Slumberland」（2019年2月22日）
  - 「白日」（2019年4月26日、12月27日）
  - 「Teenager Forever」（2020年1月17日）
  - 「どろん」（2020年2月14日）
  - 「The hole」（2020年6月19日）
  - 「三文小説」（2020年12月25日）
  - 「BOY」（2021年10月15日）
  - 「逆夢」（2021年12月24日）
  - 「カメレオン」（2022年3月4日）
  - 「雨燦々」（2022年8月5日）
  - 「Stardom」（2022年12月23日）
- Love music（フジテレビ系列）
  - 「Vinyl」（2018年6月17日）
  - 「Prayer X」（2018年12月16日）
  - 「傘」「The hole」「Teenager Forever」（2020年2月10日）
  - 「カメレオン」「一途」「逆夢」「BOY」（2022年3月21日）
- Who is King Gnu? (2019年1月26日、BSフジ)
- M-ON! METROCK 2019 アーティストスペシャル King Gnu (2019年8月25日、M-ON!)
- M-ON! SPECIAL (M-ON!) ※再放送回は省略
  - 『King Gnu ～CEREMONY～』(2020年1月25日)
  - 『King Gnu～Op.2020～』(2020年2月26日)
  - 『King Gnu ～The Chronicle～』(2020年3月29日)
  - 『King Gnu ～三文小説～』(2020年10月31日)
  - 『King Gnu ～千両役者～』(2020年11月27日)
- M-ON! LIVE (M-ON!) ※再放送回は省略
  - 『King Gnu 「Live Tour 2019 “Sympa”」』(2020年1月25日)
  - 『King Gnu「King Gnu Live Tour 2020 AW “CEREMONY”』(2020年12月26日)
- 情熱大陸（2020年2月23日、毎日放送、TBS系列）
- シブヤノオト（NHK総合、NHK BS4K）
  - 「Flash!!!」（2018年9月8日）
  - 「Slumberland」（2019年2月3日）
  - 『King Gnu LIVE SPECIAL』（2020年2月16日）
    - 「飛行艇」「傘」「白日」「Slumberland」「Teenager Forever」

  - 『King Gnu LIVE SPECIAL BS4K特別版』（2020年2月29日）
    - 「飛行艇」「傘」「白日」「Slumberland」「Teenager Forever」「The hole」「Prayer X」

  - 「三文小説」（2020年11月14日）
- COUNT DOWN TV（2019年1月19日、2020年2月16日、23日、TBS系列）
- CDTVスペシャル!年越しプレミアライブ2019→2020（2019年12月31日）
- CDTV ライブ! ライブ!（TBS系列）
  - 「Teenager Forever」（2020年6月22日）
  - 「三文小説」（2020年11月30日）
  - 「一途」（2021年12月20日）
  - 「カメレオン」（2022年4月18日）
  - 「雨燦々」（2022年8月1日）
  - 「McDonald Romance」（2022年12月31日）
  - 『King Gnu フェス』（2023年12月4日）
    - 「MIRROR」「カメレオン[注釈 5]」「DARE??」「SPECIALZ」「一途」「BOY」「It's a small world」「泡」「逆夢」「硝子窓」「W●RKAHOLIC」「):阿修羅:(」

  - 『King Gnu プラチナ LIVE』(国立代々木競技場第二体育館にて4月21日に収録)（2025年4月28日）
    - 「):阿修羅:(」「SPECIALZ」「一途」「Teenager Forever」「TWILIGHT!!!」「白日」「Prayer X」「Tokyo Rendez-Vous」「Flash!!!」「SUNNY SIDE UP」「雨燦々」「飛行艇」
- 日テレ系音楽の祭典 ベストアーティスト（日本テレビ系列）
  - 「白日」（2019年11月27日・ベストアーティスト2019）
  - 「三文小説」（2020年11月25日・ベストアーティスト2020）
  - 「SPECIALZ」（2023年12月2日・ベストアーティスト2023）
- バズリズム02（日本テレビ系列）
  - 「Flash!!!」（2019年1月5日）
  - 「飛行艇」「Teenager Forever」（2020年1月18日）
- ジロッケン環七フィーバー（2019年7月27日、テレビ神奈川）
- FNS歌謡祭（フジテレビ系列）
  - 「一途」（2021年12月1日・2021年 第1夜）
  - 「カメレオン」（2022年12月14日・2022年 第2夜）
  - 「硝子窓」（2023年12月6日・2023年 第1夜）
  - 「SPECIALZ」（2023年12月13日・2023年 第2夜）
- SONGS（NHK総合）
  - 「飛行艇」「Stardom」（2022年11月17日）
- ニュースウオッチ9（2022年11月10日、NHK総合）
- FIFAワールドカップ2022「まもなく日本 vs ドイツ！キックオフ直前スペシャル」(2022年11月23日、NHK総合)
- 発表!今年イチバン聴いた歌（日本テレビ系列）
  - 「Stardom」（2022年12月28日）[120]
- 輝く！日本レコード大賞（TBS系列）
  - 「一途」「逆夢」（2022年12月30日・第64回）
- 金曲奨（台視メインチャンネル）
  - 「カメレオン」「一途」（2023年7月1日・第34回）
- 『劇場版 呪術廻戦0』地上波TV初放送スペシャル
  - 「一途（『King Gnu Live at TOKYO DOME』 11月20日公演より）」（2023年7月5日、毎日放送、TBS系列）
- 日曜日の初耳学（2023年11月26日、毎日放送、TBS系列）

### ラジオ
- RADIO GNU（2018年4月 - 2019年3月・2019年12月16日、InterFM897）[121]
- 802 BINTANG GARDEN（FM802）
  - 『King Gnu ＝CEREMONIGHT＝』（2020年2月16日）
  - 『King Gnu -Memories in Osaka-』（2023年5月7日）
- UPBEAT!（2021年12月9日・12月16日、FM802）[122]
- King Gnu - ENCORE -Music+Talk Edition-（2022年11月28日、Spotify）[123] - インターネット配信
- SPARK（2022年12月20日 ・2023年12月26日・2024年1月2日 、J-WAVE） [124][125]
- Liner Voice+ King Gnu『THE GREATEST UNKNOWN』（2023年11月29日、Spotify） - インターネット配信
- YOUR RADIO 802（2024年12月6日・12月13日、FM802）[126]

### CM
- ソニー『完全ワイヤレス型ノイキャンイヤホン WF-1000XM3』[127]『ハイレゾウォークマン“NW-A100シリーズ』[128]（2019年）- CMソングに「Teenager Forever」を提供、イヤホンのCMでは井口が、ウォークマンのCMでは常田がナレーションを担当。
- NTTドコモ「5G」（2021年）- CMソングに「千両役者」を提供、佐藤健と共演[129]。
- PlayStation 『PlayStation × King Gnu｜Play Has No Limits “限界突破”』（2023年） - CMソングに「):阿修羅:(」を提供[130]。